# Siponimod
Le Siponimod, vendu sous le nom de marque Mayzent, est un modulateur sélectif des récepteurs de la sphingosine-1-phosphate à usage oral utilisé pour la sclérose en plaques (SEP). Il est destiné à une administration orale une fois par jour,.

## Utilisations médicales
Le siponimod est indiqué pour le traitement de la sclérose en plaques progressive secondaire (SPMS), qui est le déclin neurologique progressif de la sclérose en plaques qui survient indépendamment des rechutes aiguës. Dans cette forme active, le siponimod diminue le risque d'invalidité et de poussées de SEP.

## Effets indésirables
Dans les essais cliniques sur le siponimod, les effets indésirables les plus fréquents étaient les maux de tête, l'hypertension artérielle et les anomalies des tests de la fonction hépatique.

## Pharmacologie

### Mécanisme d'action
Le siponimod se lie sélectivement à certaines des formes de récepteurs de la sphingosine-1-phosphate, y compris le récepteur 1 de la sphingosine-1-phosphate, que l'on trouve sur les lymphocytes et d'autres types de cellules.
Cette liaison inhibe la migration des lymphocytes vers le site de l'inflammation (par exemple dans la SEP)[réf. souhaitée].
Le siponimod peut être très similaire au fingolimod mais il prévient la lymphopénie. L'un de ses principaux effets secondaires est d’empêcher la sortie des lymphocytes des ganglions lymphatiques. Le siponimod pourrait être plus sélectif dans les récepteurs particuliers de la sphingosine-1-phosphate (au nombre de cinq) qu'il module. Il est sélectif pour les récepteurs SIP -1 et -5.

## Histoire
En mars 2019, le siponimod a été approuvé aux États-Unis pour traiter les adultes atteints de formes récurrentes de SEP, y compris le syndrome cliniquement isolé, la maladie récurrente-rémittente et la maladie progressive secondaire active,.
L'efficacité du siponimod a été démontrée dans un essai clinique de 1 651 patients comparant le siponimod à un placebo chez des personnes atteintes de SPMS qui présentaient des signes de progression du handicap au cours des deux années précédentes et aucune rechute au cours des trois mois précédant l'inscription,. Le critère d'évaluation principal de l'étude était le délai jusqu'à la progression confirmée de l'incapacité sur trois mois. L'essai a été mené dans 294 centres en Asie, en Australie, au Canada, en Europe, en Amérique du Sud et aux États-Unis.
La Food and Drug Administration (FDA) des États-Unis a accordé l'approbation de Mayzent à Novartis.
Le siponimod a été approuvé pour un usage médical en Australie en octobre 2019.
En janvier 2020, le siponimod a été approuvé dans l'Union européenne pour le traitement des adultes atteints de SPMS avec une maladie active mise en évidence par des rechutes ou des caractéristiques d'imagerie de l'activité inflammatoire.